# Legió II Brittannica
La legió II Brittannica va ser una legió romana. Només es coneix la seva existència per la Notitia Dignitatum, un document de l'Imperi Romà procedent de la Cancelleria Reial que dona detalls de l'administració de l'Imperi, les magistratures i les unitats militars, tant de la cort com a nivell provincial. Està datat cap a l'any 400.
Segurament és la mateixa que l'anomenada Secundani Brittones ('Segona dels britons'). S'ha pensat que aquesta legió és una escissió de la Legió II Augusta, i que després va ser una legió independent que va servir a Britànnia en la defensa de les costes contra els saxons. No se sap quan es va fundar. Alguns autors pensen que va ser entre els anys 286 i 297, quan els usurpadors Carausi i Al·lecte van declarar independent la província de Britànnia.